# Керъл (окръг, Джорджия)
Окръг Керъл (на английски: Carroll County) е окръг в щата Джорджия, Съединени американски щати. Площта му е 1305 km², а населението - 107 325 души. Административен център е град Керълтън.